# The Old Way
The Old Way ist ein im Januar 2023 veröffentlichter Western des Regisseurs Brett Donowho.

## Handlung
Im Jahr 1878 gehört der Revolverheld Colton Briggs im Montana-Territorium zu einem außergerichtlichen Aufgebot, das den Bruder des berüchtigten Banditen Walter McAllister verhaften und hängen soll. Walter und seine Männer versuchen, die öffentliche Hinrichtung zu verhindern, was zu einer Schießerei führt, bei der Colton und der jüngere McAllister die einzigen Überlebenden sind. Colton teilt Walters Bruder mit, dass er nicht getötet werden sollte; seine Hinrichtung war nur eine Finte, um seinen Bruder aus dem Versteck zu locken. Wütend versucht der jüngere McAllister, Colton in den Rücken zu schießen. Ohne zu zögern, erschießt Colton ihn und reitet in aller Ruhe davon, während Walters junger Neffe James zusieht.
Zwanzig Jahre später ist Colton ein anderer und friedlicher Mensch geworden. Unter dem Einfluss seiner Frau Ruth ist er ein respektabler, anständiger Kaufmann geworden, der einen Gemischtwarenladen sowie eine kleine Farm besitzt und eine zwölfjährige Tochter namens Brooke großzieht. Zu Coltons Bestürzung ist Brooke trotzig und widerspenstig; er stellt fest, dass sie sich auch emotional zurückzieht und nicht in der Lage ist, sich wie „normale Menschen“ zu verhalten – Eigenschaften, die ihn an sein früheres Leben erinnern. Eines Tages reiten vier Männer zu Coltons Farm; ihr Anführer gibt sich als James McAllister zu erkennen. Seine Bande tötet Ruth, bevor sie eine spöttische Botschaft mit ihrem Blut an die Wand malt, und zieht weiter.
Colton und Brooke kehren zur Farm zurück und treffen dort auf Franklin Jarret, den U.S. Marshal und mehreren Hilfssheriffs, die die McAllister-Bande verfolgten. Während Colton seine Frau Ruth beerdigt, offenbart Jarret Brooke, dass er und Colton einst eng befreundet waren und dass er stolz darauf ist, dass Colton seine Gewalttätigkeit aufgegeben hat, um eine Familie zu gründen. Bevor er geht, ermahnt er seinen alten Freund Colton, seinem Wunsch, sich an James zu rächen, nicht nachzukommen. Colton beschließt, dies trotzdem zu tun und sagt Brooke, dass sie ihn begleiten wird. In seinen alten Revolverhelden-Klamotten und mit seinen alten Pistolen bewaffnet, brennt Colton seine Farm und sein Haus nieder, bevor er mit Brooke abreist.
Die beiden holen Jarret schließlich ein, nachdem sie einem verwundeten Hilfssheriff wegen seines Pferdes aufgelauert haben; James hatte seinen Verfolgern eine Falle gestellt, bei der drei von ihnen starben und die anderen zu verletzt waren, um weiterzureiten. Colton und Brooke entwaffnen die Überlebenden und drohen, sie zu foltern, wenn Jarret nicht redet. Er gibt schließlich zu, dass James nach Santa Rosa, einer Stadt im südlichen Colorado, unterwegs ist, um dort eine vergrabene Geldtruhe, gefüllt mit mexikanischen Peso, zu bergen und damit über die Grenze zu fliehen. Colton teilt Jarret mit, dass er ein Pferd mitnehmen wird, und warnt ihn, sich nicht in seinen Rachefeldzug einzumischen, da er ihn sonst umbringen werde.
In Santa Rosa angekommen, weist Colton Brooke an, einen örtlichen Laden aufzusuchen und dort nach dem Verbleib von James zu fragen, während er vor der Stadt wartet. James lässt sich nicht täuschen und nimmt Brooke fest, als sie versucht zu gehen. In Erwartung weiterer Hinterhalte gelingt es Colton schließlich, fünf Mitglieder der McAllister-Bande zu töten, bevor das letzte verbliebene Mitglied mit einer auf Brooke gerichteten Schrotflinte zu ihm kommt. James teilt Colton mit, dass er zwei Möglichkeiten hat: Entweder er tötet ihn, wobei Brooke sterben wird, oder er kann sich selbst retten.
In Anbetracht seiner Lage entscheidet sich Colton dafür, den zweiten Mann zu töten, während James ihm eine Kugel in die Brust jagt. Während James über seinen Sieg jubelt, nimmt Brooke die Waffe ihres Vaters (sie hat auf ihren Reisen das Schießen gelernt) und rächt ihn, indem sie James tötet.
Später reitet Jarret herbei und vereinbart mit Brooke, allen zu sagen, dass Colton Briggs bei der Festnahme der Verbrecher den Heldentod starb und im Gegenzug die Geldtruhe der McAllister-Bande behalten würde. Jarret weiß jedoch nicht, dass sich der größte Teil des Geldes in ein Paar Satteltaschen befindet, mit denen Brooke am Ende des Films nach Hause reitet.

## Produktion
Die Dreharbeiten fanden im Oktober 2021 in dem US-amerikanischen Bundesstaat Montana statt. Während des Filmdrehs beschwerten sich die Filmstabmitglieder über den Umgang der Waffenmeisterin Hannah Gutierrez-Reed mit den Requisitenschusswaffen. Sie hatte eine Waffe ohne Vorwarnung abgefeuert, was außerdem Nicolas Cage veranlasste, aus Protest das Filmset zu verlassen. Gutierrez-Reed war noch im selben Monat, bei dem Dreh des Western Rust, in einen Unfall verwickelt, bei der die Kamerafrau Halyna Hutchins durch eine mit scharfen Patronen geladene Requisitenwaffe erschossen wurde.